# Krzysztof Ignaczak
Krzysztof Ignaczak (Wałbrzych, 15 maggio 1978) è un ex pallavolista polacco.
Giocava nel ruolo di libero.

## Palmarès

### Club
- Campionato polacco: 6

2004-05, 2005-06, 2006-07, 2011-12, 2012-13, 2014-15
- Coppa di Polonia: 3

2004-05, 2005-05, 2006-07
- Supercoppa polacca: 1

2013

### Nazionale (competizioni minori)
- Campionato europeo under 20 1995
- Campionato europeo under 20 1996
- Campionato mondiale under 21 1997

### Premi individuali
- 2002 - Campionato mondiale: Miglior libero
- 2005 - Campionato polacco: Miglior libero
- 2009 - Campionato polacco: Miglior libero
- 2011 - World League: Miglior libero
- 2012 - World League: Miglior libero
- 2012 - Giochi della XXX Olimpiade: Miglior ricevitore
- 2015 - Coppa di Polonia: Miglior difesa